# Serie A 2022-2023 (pallacanestro in carrozzina)
La Serie A 2022-2023 è la 46ª edizione del massimo campionato italiano di pallacanestro in carrozzina.
Le squadre partecipanti sono 12 e contendono alla Briantea 84 Cantù il titolo.
Alle 10 squadre rimaste in serie A si aggiungono l'Handicap Sport Varese e i Giovani e Tenaci ASD provenienti dalla serie B 2021-2022.

## Regolamento

### Formula
Le 12 squadre partecipanti vengono divise in base al ranking della stagione passata in due gironi all'italiana, dove si incontrano con partite d'andata e ritorno. Al termine della stagione regolare le prime quattro classificate di ogni girone sono ammesse ai play-off scudetto. I quarti di finale si giocano con un doppio confronto, semifinali e finale sono invece alla meglio delle tre gare. Le squadre classificate tra il quinto e il sesto posto disputano i play-out per evitare la retrocessione, dove due squadre scenderanno in Serie B.
Per la stagione viene confermata la regola degli abbattimenti di punteggio per Under 22 e giocatrici donne eleggibili per la Nazionale Italiana, strutturati in questo modo:
1. Under 22 esordiente uomo: 2 punti
2. Under 22 uomo: 1 punto
3. Over 22 esordiente uomo (1º anno): 1.5 punti
4. Over 22 esordiente uomo (2º anno): 1 punto

1. Esordiente donna (1º anno): 2.5 punti
2. Esordiente donna (2º anno): 2 punti
3. Abbattimento donna: 1.5 punti[2]

- Sono considerati Under 22 gli atleti nati dal 1 gennaio 2002 in poi

Punteggio massimo del quintetto in campo: 14.5 punti. In presenza di giocatori/trici con abbattimenti, il punteggio massimo del quintetto in gioco è 17.0 punti.
Inoltre ogni squadra potrà al massimo tesserare due giocatori extracomunitari e in via sperimentale viene adottata la regola dell'obbligo di un solo giocatore italiano in campo: per tutta la gara le squadre devono schierare nel quintetto sempre in campo 1 giocatore eleggibile per la Nazionale Italiana.

## Stagione regolare

### Girone A

#### Classifica
Aggiornata al 5 dicembre 2022.
|  | Pos. | Squadra                             | PT | G  | V  | P  | PF  | PS  | Dif  | SD |
|  | ---- | ----------------------------------- | -- | -- | -- | -- | --- | --- | ---- | -- |
|  | 1.   | Santo Stefano KOS Group             | 20 | 10 | 10 | 0  | 778 | 464 | +314 |    |
|  | 2.   | Dinamo Lab Banco di Sardegna        | 16 | 10 | 8  | 2  | 622 | 528 | +94  |    |
|  | 3.   | DECO Metalferro Amicacci Giulianova | 12 | 10 | 6  | 4  | 628 | 590 | +38  |    |
|  | 4.   | Special Sport Bergamo Montello      | 8  | 10 | 4  | 6  | 593 | 673 | -80  |    |
|  | 5.   | GSD Porto Torres                    | 4  | 10 | 2  | 8  | 637 | 707 | -70  |    |
|  | 6.   | Amca Elevatori HS Varese            | 0  | 10 | 0  | 10 | 478 | 774 | -296 |    |

      Campione d'Italia.
      Ammesse ai playoff scudetto.
      Ammesse ai play-out
  Vincitrice del campionato italiano
  Vincitrice della Supercoppa italiana
  Vincitrice della Coppa Italia
Note:

#### Calendario
| 15 ott. 22 | 1ª giornata            | 3 dic. 22 |
| ---------- | ---------------------- | --------- |
| 63 - 47    | Bergamo - Porto Torres | 71 - 68   |
| 55 - 54    | Sassari - Giulianova   | 59 - 47   |
| 86 - 26    | S. Stefano - Varese    | 70 - 37   |

| 29 ott. 22 | 2ª giornata             | 10 dic. 22 |
| ---------- | ----------------------- | ---------- |
| 49 - 62    | Porto Torres - Sassari  | 53 - 76    |
| 46 - 66    | Giulianova - S. Stefano | 53 - 66    |
| 85 - 95    | Varese - Bergamo        | 44 - 64    |

| 5 nov. 22 | 3ª giornata               | 7 gen. 23 |
| --------- | ------------------------- | --------- |
| 53 - 90   | Porto Torres - S. Stefano | 51 - 101  |
| 68 - 36   | Sassari - Bergamo         | 59 - 51   |
| 69 - 42   | Giulianova - Varese       | 71 - 47   |

| 15 ott. 22 | 1ª giornata            | 3 dic. 22 |
| ---------- | ---------------------- | --------- |
| 63 - 47    | Bergamo - Porto Torres | 71 - 68   |
| 55 - 54    | Sassari - Giulianova   | 59 - 47   |
| 86 - 26    | S. Stefano - Varese    | 70 - 37   |

| 29 ott. 22 | 2ª giornata             | 10 dic. 22 |
| ---------- | ----------------------- | ---------- |
| 49 - 62    | Porto Torres - Sassari  | 53 - 76    |
| 46 - 66    | Giulianova - S. Stefano | 53 - 66    |
| 85 - 95    | Varese - Bergamo        | 44 - 64    |

| 5 nov. 22 | 3ª giornata               | 7 gen. 23 |
| --------- | ------------------------- | --------- |
| 53 - 90   | Porto Torres - S. Stefano | 51 - 101  |
| 68 - 36   | Sassari - Bergamo         | 59 - 51   |
| 69 - 42   | Giulianova - Varese       | 71 - 47   |

| 12 nov. 22 | 4ª giornata           | 14 gen. 23 |
| ---------- | --------------------- | ---------- |
| 84 - 57    | Porto Torres - Varese | 96 - 48    |
| 71 - 62    | S. Stefano - Sassari  | 75 - 42    |
| 61 - 74    | Bergamo - Giulianova  | 58 - 75    |

| 19 nov. 22 | 5ª giornata               | 21 gen. 23 |
| ---------- | ------------------------- | ---------- |
| 59 - 61    | Porto Torres - Giulianova | 77 - 78    |
| 77 - 39    | S. Stefano - Bergamo      | 76 - 55    |
| 48 - 69    | Varese - Sassari          | 44 - 70    |

| 12 nov. 22 | 4ª giornata           | 14 gen. 23 |
| ---------- | --------------------- | ---------- |
| 84 - 57    | Porto Torres - Varese | 96 - 48    |
| 71 - 62    | S. Stefano - Sassari  | 75 - 42    |
| 61 - 74    | Bergamo - Giulianova  | 58 - 75    |

| 19 nov. 22 | 5ª giornata               | 21 gen. 23 |
| ---------- | ------------------------- | ---------- |
| 59 - 61    | Porto Torres - Giulianova | 77 - 78    |
| 77 - 39    | S. Stefano - Bergamo      | 76 - 55    |
| 48 - 69    | Varese - Sassari          | 44 - 70    |

### Girone B

#### Classifica
Aggiornata al 5 dicembre 2022.
|  | Pos. | Squadra                                | PT | G  | V | P  | PF  | PS  | Dif  | SD |
|  | ---- | -------------------------------------- | -- | -- | - | -- | --- | --- | ---- | -- |
|  | 1.   | UnipolSai Briantea 84 Cantù            | 18 | 10 | 9 | 1  | 693 | 498 | +195 |    |
|  | 2.   | Self Group Millennium Basket           | 16 | 10 | 8 | 2  | 620 | 538 | +82  |    |
|  | 3.   | Menarini Wheelchair Sport Firenze      | 14 | 10 | 7 | 3  | 609 | 557 | +52  |    |
|  | 4.   | Farmacia Pellicanò Reggio Calabria BIC | 8  | 10 | 4 | 6  | 632 | 631 | +1   |    |
|  | 5.   | PDM Treviso                            | 4  | 10 | 2 | 8  | 523 | 622 | -99  |    |
|  | 6.   | Giovani e Tenaci ITOP                  | 0  | 10 | 0 | 10 | 460 | 691 | -231 |    |

      Campione d'Italia.
      Ammesse ai playoff scudetto.
      Ammesse ai play-out
  Vincitrice del campionato italiano
  Vincitrice della Supercoppa italiana
  Vincitrice della Coppa Italia
Note:

#### Calendario
| 15 ott. 22 | 1ª giornata              | 3 dic. 22 |
| ---------- | ------------------------ | --------- |
| 60 - 72    | Reggio Calabria - Cantù  | 53 - 82   |
| 67 - 48    | Treviso - Giovani Tenaci | 50 - 46   |
| 64 - 48    | Padova - Firenze         | 50 - 60   |

| 29 ott. 22 | 2ª giornata              | 10 dic. 22 |
| ---------- | ------------------------ | ---------- |
| 51 - 65    | Treviso - Firenze        | 47 - 66    |
| 75 - 39    | Cantù - Giovani Tenaci   | 71 - 58    |
| 54 - 66    | Reggio Calabria - Padova | 55 - 72    |

| 5 nov. 22 | 3ª giornata                      | 7 gen. 23 |
| --------- | -------------------------------- | --------- |
| 53 - 66   | Firenze - Cantù                  | 47 - 66   |
| 41 - 76   | Giovani Tenaci - Reggio Calabria | 49 - 81   |
| 67 - 53   | Padova - Treviso                 | 65 - 53   |

| 15 ott. 22 | 1ª giornata              | 3 dic. 22 |
| ---------- | ------------------------ | --------- |
| 60 - 72    | Reggio Calabria - Cantù  | 53 - 82   |
| 67 - 48    | Treviso - Giovani Tenaci | 50 - 46   |
| 64 - 48    | Padova - Firenze         | 50 - 60   |

| 29 ott. 22 | 2ª giornata              | 10 dic. 22 |
| ---------- | ------------------------ | ---------- |
| 51 - 65    | Treviso - Firenze        | 47 - 66    |
| 75 - 39    | Cantù - Giovani Tenaci   | 71 - 58    |
| 54 - 66    | Reggio Calabria - Padova | 55 - 72    |

| 5 nov. 22 | 3ª giornata                      | 7 gen. 23 |
| --------- | -------------------------------- | --------- |
| 53 - 66   | Firenze - Cantù                  | 47 - 66   |
| 41 - 76   | Giovani Tenaci - Reggio Calabria | 49 - 81   |
| 67 - 53   | Padova - Treviso                 | 65 - 53   |

| 12 nov. 22 | 4ª giornata               | 14 gen. 23 |
| ---------- | ------------------------- | ---------- |
| 42 - 66    | Giovani Tenaci - Firenze  | 51 - 69    |
| 72 - 40    | Cantù - Padova            | 57 - 60    |
| 62 - 59    | Reggio Calabria - Treviso | 71 - 55    |

| 19 nov. 22 | 5ª giornata               | 21 gen. 23 |
| ---------- | ------------------------- | ---------- |
| 71 - 46    | Padova - Giovani Tenaci   | 65 - 40    |
| 69 - 62    | Firenze - Reggio Calabria | 66 - 58    |
| 47 - 63    | Treviso - Cantù           | 41 - 69    |

| 12 nov. 22 | 4ª giornata               | 14 gen. 23 |
| ---------- | ------------------------- | ---------- |
| 42 - 66    | Giovani Tenaci - Firenze  | 51 - 69    |
| 72 - 40    | Cantù - Padova            | 57 - 60    |
| 62 - 59    | Reggio Calabria - Treviso | 71 - 55    |

| 19 nov. 22 | 5ª giornata               | 21 gen. 23 |
| ---------- | ------------------------- | ---------- |
| 71 - 46    | Padova - Giovani Tenaci   | 65 - 40    |
| 69 - 62    | Firenze - Reggio Calabria | 66 - 58    |
| 47 - 63    | Treviso - Cantù           | 41 - 69    |

## Play-off

### Tabellone
|  | Quarti di finale | Quarti di finale                       | Quarti di finale | Quarti di finale |  |  | Semifinali | Semifinali          | Semifinali         | Semifinali        | Semifinali        |    |    | Finale             | Finale              | Finale              | Finale          | Finale          |  |
|  |                  |                                        |                  |                  |  |  |            |                     |                    |                   |                   |    |    |                    |                     |                     |                 |                 |  |
|  | 1A               | Santo Stefano                          | 93               | 64               |  |  |            |                     |                    |                   |                   |    |    |                    |                     |                     |                 |                 |  |
|  | 4B               | Farmacia Pellicanò Reggio Calabria BIC | 72               | 54               |  |  | 1A         | Santo Stefano       | 63                 | 59                | 55                |    |    |                    |                     |                     |                 |                 |  |
|  | 2B               | Self Group Millennium Basket           | 57               | 60               |  |  | 3A         | Amicacci Giulianova | 48                 | 63                | 65                |    |    |                    |                     |                     |                 |                 |  |
|  | 3A               | Amicacci Giulianova                    | 72               | 55               |  |  |            |                     |                    |                   |                   |    |    | 3A                 | Amicacci Giulianova | Amicacci Giulianova | 56              | 63              |  |
|  | 1B               | Briantea 84 Cantù                      | 64               | 74               |  |  |            |                     | 1B                 | Briantea 84 Cantù | Briantea 84 Cantù | 44 | 52 |                    |                     |                     |                 |                 |  |
|  | 4A               | Special Sport Bergamo Montello         | 37               | 49               |  |  | 1B         | Briantea 84 Cantù   | Briantea 84 Cantù  | 59                | 59                |    |    |                    |                     |                     |                 |                 |  |
|  | 2A               | Dinamo Lab Sassari                     | 71               | 50               |  |  | 2A         | Dinamo Lab Sassari  | Dinamo Lab Sassari | 49                | 47                |    |    |                    |                     |                     |                 |                 |  |
|  | 3B               | Menarini Wheelchair Firenze            | 52               | 49               |  |  |            |                     |                    |                   |                   |    |    | Finale 3º posto    | Finale 3º posto     | Finale 3º posto     | Finale 3º posto | Finale 3º posto |  |
|  |                  |                                        |                  |                  |  |  |            |                     |                    |                   |                   |    |    |                    |                     |                     |                 |                 |  |
|  |                  |                                        |                  |                  |  |  |            |                     |                    |                   |                   |    |    | Santo Stefano      | Santo Stefano       | Santo Stefano       | 70              | 85              |  |
|  |                  |                                        |                  |                  |  |  |            |                     |                    |                   |                   |    |    | Dinamo Lab Sassari | Dinamo Lab Sassari  | Dinamo Lab Sassari  | 65              | 53              |  |

### Quarti di finale
Ogni serie si gioca con la formula del doppio confronto su andata e ritorno e con la differenza canestri come discriminante in caso di parità.

#### Santo Stefano - Reggio Calabria
| Arbitri: | Mucella Di Mauro Barbagallo |

|                    |            |                    |
| Sripirom 31        | Punti      | 32 Giaretti        |
| Antonio Cugliandro | Allenatori | Roberto Ceriscioli |

| Arbitri: | Lastella Deposati Matarazzo |

|                    |            |                      |
| Bedzeti 17         | Punti      | 19 Pimkorn, Sripirom |
| Giaretti 3         | Assist     | 2 Pimkorn            |
| Ghione 12          | Rimbalzi   | 19 Sripirom          |
| Roberto Ceriscioli | Allenatori | Antonio Cugliandro   |

#### Sassari - Firenze
| Arbitri: | Palazzo De Mattia Delle Cese |

|              |            |                      |
| Da Silva 18  | Punti      | 21 Berdun            |
| Cini 5       | Assist     | 5 Berdun, Poggenwish |
| Da Silva 9   | Rimbalzi   | 8 Poggenwish         |
| Marco Bergna | Allenatori | Massimo Bisin        |

| Sassari 18 febbraio 2023, ore 15:30                                                                              | Dinamo Lab Sassari | 50 – 49 (12-11, 26-25, 40-36) | Menarini Wheelchair Firenze | C.U.S. Centro Universitario Sportivo Università degli Studi di Sassari |
| \| \| \| \| \| De Miranda, Spanu 10 \| Punti \| 13 Da Silva \| \| Massimo Bisin \| Allenatori \| Marco Bergna \| |                    |                               |                             |                                                                        |
| |                    |                               |                             |                                                                        |
| De Miranda, Spanu 10                                                                                             | Punti              | 13 Da Silva                   |                             |                                                                        |
| Massimo Bisin | Allenatori         | Marco Bergna                  |                             |                                                                        |

#### Padova - Giulianova
| Arbitri: | Zamponi Graziani Guerrini |

|                 |            |                   |
| Benvenuto 22    | Punti      | 11 Boughania      |
| Barbibay 10     | Assist     | 4 Boughania       |
| Cavagnini 13    | Rimbalzi   | 9 Foffano         |
| Carlo Di Giusto | Allenatori | Fabio Castellucci |

| Piombino Dese 18 febbraio 2023, ore 15:00 | Self Group Millennium Basket | 60 – 55 (8-9, 27-27, 43-39) referto | Amicacci Giulianova | Palazzetto dello Sport (100 spett.) |
| \| \| \| \| \| Scandolaro 14 \| Punti \| 19 Cavagnini \| \| Boughania 7 \| Assist \| 3 Barbibay, Vigoda \| \| Boughania 10 \| Rimbalzi \| 12 Cavagnini \| \| Fabio Castellucci \| Allenatori \| Carlo Di Giusto \| |                              |                                     |                     |                                     |
| |                              |                                     |                     |                                     |
| Scandolaro 14 | Punti                        | 19 Cavagnini                        |                     |                                     |
| Boughania 7 | Assist                       | 3 Barbibay, Vigoda                  |                     |                                     |
| Boughania 10 | Rimbalzi                     | 12 Cavagnini                        |                     |                                     |
| Fabio Castellucci | Allenatori                   | Carlo Di Giusto                     |                     |                                     |

#### Cantù - Bergamo
| Arbitri: | Caputo Brambilla Braga |

|                |            |                 |
| Gabas 22       | Punti      | 23 Carossino    |
| Villafane 3    | Assist     | 4 Carossino     |
| Diouf, Gabas 8 | Rimbalzi   | 12 De Maggi     |
| Ilario Narra   | Allenatori | Josef Jaglowski |

| Arbitri: | Volpe Scarlassare Figus |

|                 |            |                      |
| Carossino 26    | Punti      | 24 Gabas             |
| Carossino 8     | Assist     | 3 Carrara, Villafane |
| Buksa 15        | Rimbalzi   | 13 Gabas             |
| Josef Jaglowski | Allenatori | Ilario Narra         |

### Semifinali
Ogni serie si gioca al meglio delle 3 partite, con gara-2 e l'eventuale gara-3 in casa della miglior classificata.

#### Cantù - Sassari
| Arbitri: | Di Piazza Borsani Uldank |

|                          |            |                         |
| Berdun 12                | Punti      | 26 Carossino            |
| Esteche 5                | Assist     | 6 Carossino             |
| De Miranda, Poggenwish 6 | Rimbalzi   | 12 Carossino, Geninazzi |
| Massimo Bisin            | Allenatori | Josef Jaglowski         |

| Arbitri: | Zamponi Penzo Saule |

|                 |            |               |
| De Maggi 19     | Punti      | 12 Spanu      |
| De Maggi 7      | Assist     | 7 Berdun      |
| Carossino 17    | Rimbalzi   | 7 De Miranda  |
| Josef Jaglowski | Allenatori | Massimo Bisin |

#### Santo Stefano - Giulianova
| Arbitri: | Penzo Rambelli Ascione |

|                         |            |                    |
| Benvenuto, Cavagnini 13 | Punti      | 25 Miceli          |
| Cavagnini 4             | Assist     | 3 Giaretti         |
| Cavagnini 13            | Rimbalzi   | 14 Ghione          |
| Carlo Di Giusto         | Allenatori | Roberto Ceriscioli |

| Arbitri: | Graziani De Mattia Palazzo |

|                             |            |                 |
| Bedzeti 17                  | Punti      | 25 Cavagnini    |
| Bedzeti, Giaretti, Tanghe 4 | Assist     | 5 Vigoda        |
| Bedzeti 8                   | Rimbalzi   | 12 Cavagnini    |
| Roberto Ceriscioli          | Allenatori | Carlo Di Giusto |

| Potenza Picena 18 marzo 2023, ore 15:00 | Santo Stefano | 55 – 65 (11-15, 26-34, 43-50) | Amicacci Giulianova | PalaPrincipi |
| \| \| \| \| \| Bedzeti 16 \| Punti \| 35 Barbibay \| \| \| Assist \| 5 Cavagnini \| \| \| Rimbalzi \| 17 Cavagnini \| \| Roberto Ceriscioli \| Allenatori \| Carlo Di Giusto \| |               |                               |                     |              |
| |               |                               |                     |              |
| Bedzeti 16 | Punti         | 35 Barbibay                   |                     |              |
| | Assist        | 5 Cavagnini                   |                     |              |
| | Rimbalzi      | 17 Cavagnini                  |                     |              |
| Roberto Ceriscioli | Allenatori    | Carlo Di Giusto               |                     |              |

### Finale
La serie si gioca al meglio delle 3 partite, con gara-2 e l'eventuale gara-3 in casa della miglior classificata.
| Arbitri: | Rambelli Palazzo De Mattia |

|                 |            |                 |
| Barbibay 25     | Punti      | 14 De Maggi     |
| Barbibay 8      | Assist     | 7 Carossino     |
| Cavagnini 10    | Rimbalzi   | 9 Carossino     |
| Carlo Di Giusto | Allenatori | Josef Jaglowski |

| Arbitri: | Zamponi Graziani Penzo |

|                              |            |                 |
| De Maggi 24                  | Punti      | 24 Barbibay     |
| De Maggi 5                   | Assist     | 5 Barbibay      |
| Buksa, Carossino, De Maggi 6 | Rimbalzi   | 15 Cavagnini    |
| Josef Jaglowski              | Allenatori | Carlo Di Giusto |

### Finale 3º posto
La serie si gioca al meglio delle 2 partite.
| Sorso 15 aprile 2023, ore 15:00                                     | Dinamo Lab Sassari | 65 – 70 (d.t.s.)   | Santo Stefano | Centro Polivalente |
| \| \| \| \| \| Massimo Bisin \| Allenatori \| Roberto Ceriscioli \| |                    |                    |               |                    |
|                                                                     |                    |                    |               |                    |
| Massimo Bisin                                                       | Allenatori         | Roberto Ceriscioli |               |                    |

| Arbitri: | Rambelli Di Piazza Uldanick |

|                    |            |                               |
| Bedzeti 29         | Punti      | 12 Op Den Orth                |
| Bedzeti 10         | Assist     | 6 Poggenwish                  |
| Bedzeti, Ghione 14 | Rimbalzi   | 5 De Miranda, Diene, Lindblom |
| Roberto Ceriscioli | Allenatori | Massimo Bisin                 |

## Play-out

### Tabellone
|  | Finali |                  |             |    |    |  |
|  |        |                  |             |    |    |  |
|  | 5A     | GSD Porto Torres | 57          | 79 | 78 |  |
|  | 6B     | Giovani e Tenaci | 70          | 65 | 60 |  |
|  | 5B     | PDM Treviso      | PDM Treviso | 69 | 69 |  |
|  | 6A     | HS Varese        | HS Varese   | 55 | 46 |  |

### Finali
Ogni serie si gioca al meglio delle 3 partite, con gara-2 e l'eventuale gara-3 in casa della miglior classificata.

#### Porto Torres - Giovani e Tenaci
| Arbitri: | Ascione Simone Setola |

|                  |            |            |
| Pellegrini 18    | Punti      | 20 Dagamin |
| Stefano Rossetti | Allenatori | Malik Abes |

| Porto Torres 18 febbraio 2023, ore 15:00                                                                  | GSD Porto Torres | 79 – 65 (26-20, 41-37, 63-50) | Giovani e Tenaci | Palazzetto Alberto Mura |
| \| \| \| \| \| Dagamin 32 \| Punti \| 20 Pellegrini \| \| Malik Abes \| Allenatori \| Stefano Rossetti \| |                  |                               |                  |                         |
| |                  |                               |                  |                         |
| Dagamin 32                                                                                                | Punti            | 20 Pellegrini                 |                  |                         |
| Malik Abes                                                                                                | Allenatori       | Stefano Rossetti              |                  |                         |

| Arbitri: | Zamponi Saule Iaia |

|            |            |                  |
| Dagamin 28 | Punti      | 22 Sbuelz        |
| Malik Abes | Allenatori | Stefano Rossetti |

#### Treviso - Varese
| Arbitri: | Di Piazza Biancalana Gatani |

|               |            |                     |
| G. Silva 21   | Punti      | 26 Demirović        |
| Fabio Bottini | Allenatori | Massimiliano Cricco |

| Arbitri: | Iaia Borsani Uldank |

|                        |            |               |
| Demirović 20           | Punti      | 15 G. Silva   |
| Tosatto 9              | Assist     | 4 G. Silva    |
| Demirović, Favretto 14 | Rimbalzi   | 8 L. Silva    |
| Massimiliano Cricco    | Allenatori | Fabio Bottini |

## Cross-over 5º-8º posto
Ogni serie si gioca con la formula del doppio confronto su andata e ritorno e con la differenza canestri come discriminante in caso di parità.

### Tabellone
|  | Semifinali 5º-8º posto | Semifinali 5º-8º posto                 | Semifinali 5º-8º posto | Semifinali 5º-8º posto | Semifinali 5º-8º posto |  |  | Finale 5º posto | Finale 5º posto                        | Finale 5º posto | Finale 5º posto | Finale 5º posto |  |
|  |                        |                                        |                        |                        |                        |  |  |                 |                                        |                 |                 |                 |  |
|  | 2B                     | Self Group Millennium Basket           | 69                     | 69                     | 138                    |  |  |                 |                                        |                 |                 |                 |  |
|  | 4B                     | Farmacia Pellicanò Reggio Calabria BIC | 62                     | 54                     | 116                    |  |  | 2B              | Self Group Millennium Basket           | 73              | 55              | 128             |  |
|  | 3B                     | Menarini Wheelchair Sport Firenze      | 62                     | 69                     | 131                    |  |  | 3B              | Menarini Wheelchair Sport Firenze      | 61              | 58              | 119             |  |
|  | 4A                     | Special Sport Bergamo Montello         | 44                     | 57                     | 101                    |  |  |                 |                                        |                 |                 |                 |  |
|  |                        |                                        |                        |                        |                        |  |  |                 |                                        |                 |                 |                 |  |
|  |                        |                                        |                        |                        |                        |  |  | Finale 7º posto |                                        |                 |                 |                 |  |
|  |                        |                                        |                        |                        |                        |  |  |                 |                                        |                 |                 |                 |  |
|  |                        |                                        |                        |                        |                        |  |  | 3A              | Special Sport Bergamo Montello         | 60              | 64              | 124             |  |
|  |                        |                                        |                        |                        |                        |  |  | 3B              | Farmacia Pellicanò Reggio Calabria BIC | 73              | 68              | 141             |  |

### Semifinali

#### Padova - Reggio Calabria
| Arbitri: | Braga Lastella Gatani |

|                    |            |                   |
| Sripirom 24        | Punti      | 23 Boughania      |
| Antonio Cugliandro | Allenatori | Fabio Castellucci |

| Arbitri: | Di Piazza Uldanck Biancalana |

|                   |            |                    |
| Boughania 23      | Punti      | 15 Pimkorn         |
| Fabio Castellucci | Allenatori | Antonio Cugliandro |

#### Firenze - Bergamo
| Arbitri: | Pisanu Mameli Volpe |

|              |            |                       |
| Gabas 19     | Punti      | 14 Hosseini           |
| Villafane 5  | Assist     | 2 Da Silva, Innocenti |
| Gabas 12     | Rimbalzi   | 11 Da Silva           |
| Ilario Narra | Allenatori | Marco Bergna          |

| Arbitri: | Rambelli Scarlassare Figus |

|              |            |              |
| Da Silva 20  | Punti      | 18 Gabas     |
| Marco Bergna | Allenatori | Ilario Narra |

### Finale 5º posto
| Arbitri: | Rambelli De Mattia Delle Cese |

|              |            |                   |
| Hosseini 19  | Punti      | 18 Gamri          |
| Marco Bergna | Allenatori | Fabio Castellucci |

| Arbitri: | Figus Volpe Scarlassare |

|                   |            |              |
| Foffano 19        | Punti      | 17 Innocenti |
| Fabio Castellucci | Allenatori | Marco Bergna |

### Finale 7º posto
| Arbitri: | Borsani Biancalana Uldanck |

|              |            |                    |
| Gabas 30     | Punti      | 24 Pimkorn         |
|              | Assist     | 6 Sripirom         |
|              | Rimbalzi   | 18 Sripirom        |
| Ilario Narra | Allenatori | Antonio Cugliandro |

| Arbitri: | Mucella Di Mauro Barbagallo |

|                    |            |                  |
| Salmi 25           | Punti      | 25 Villafane     |
| Antonio Cugliandro | Allenatori | Domenico Canfora |

## Cross-over 9º-10º posto
La serie si gioca con la formula del doppio confronto su andata e ritorno e con la differenza canestri come discriminante in caso di parità.

### Tabellone
|  | Finale |                  |    |    |     |  |
|  |        |                  |    |    |     |  |
|  | 5B     | PDM Treviso      | 68 | 62 | 130 |  |
|  | 5A     | GSD Porto Torres | 72 | 53 | 125 |  |